# Slovanet
Slovanet, a. s. – słowackie przedsiębiorstwo telekomunikacyjne z siedzibą w Bratysławie. Operator oferuje rozwiązania telekomunikacyjne, wśród których mieszczą się usługi komunikacji internetowej, usługi danych, usługi telefoniczne, zabezpieczenia i usługi rozrywkowe.
Przedsiębiorstwo zostało założone w 1999 roku.